# Expeditie Robikson
Expeditie Robikson is een avontuur van Suske en Wiske.

## Personages
In dit verhaal spelen de volgende personages mee:
- Suske, Wiske met Schanulleke, tante Sidonia, Lambik, Jerom, professor Barabas, wachtende mensen in de file, wachtende mensen in de rij, vrouw achter het loket, de heer De Slooper (inspecteur van de dienst Stedenverbouwing en Ruimtelijke Wanordelijkheden), agent, personeel van het cruiseschip, gasten van het cruiseschip, souvenirverkopers, cameraman, regisseur, modellen, vissers, Arturito, wetenschappers

## Locaties
Dit verhaal speelt zich af op de volgende locaties:
- het huis van tante Sidonia, het huis van Lambik en Jerom, de grote schouwburg, Rio de Janeiro, cruiseschip, exotisch havenstadje, het huis van professor Barabas, eiland bij Kwanta Costa

## Uitvindingen
In dit verhaal spelen de volgende uitvindingen een rol:
- de bètacomputer, de gyronef, de mini-batiscaaf

## Verhaal
Tante Sidonia hoort een liedje uit een musical op de radio en weet dat Alleen op de wereld in de grote schouwburg opgevoerd wordt. Lambik wil kaartjes halen. Als hij telefonisch wil reserveren, blijkt er een enorme wachtrij te zijn. Ook de website is overbelast en Lambik besluit met de auto naar de schouwburg te rijden. Hij komt vast te staan in een file en ontdekt dan dat er ook een enorme rij voor het loket staat. Na drie en een half uur komt Lambik bij het loket, maar de kaartjes blijken net uitverkocht te zijn. Lambik gaat terug naar huis en komt weer vast te staan in de file. Thuisgekomen vindt hij een stapel rekeningen en aanmaningen en een kettingbrief. Jerom gaat slapen, want hij wil rust. Lambik begint te lezen in het boek van Jerom en raakt verdiept in Robinson Crusoë.
Een paar dagen later gaan Suske en Wiske op bezoek bij Lambik en Jerom. Ze ontdekken dat er een grote schutting om het huis is gebouwd en de bel blijkt niet aangesloten te zijn. Lambik en Jerom zijn voor niemand thuis, maar voor Suske en Wiske wordt een uitzondering gemaakt. Ze zien dat er een slotgracht om het huis is gegraven en Jerom vertelt dat hij Vrijdag speelt, hij noemt zich Lang Weekend. Dan klopt de heer De Slooper aan en vertelt dat de buren een klacht hebben ingediend tegen de schutting. Hij verordent dat alle illegale bijgebouwen en afrasteringen worden afgebroken en de slotgracht wordt gedempt. Jerom schopt de ambtenaar over de schutting en deze komt terecht op een verkeersbord, waarna een agent hem beboet voor het vernielen van staatseigendommen. Lambik heeft er genoeg van en wil een echt onbewoond eiland opzoeken. Jerom gaat mee, maar heeft Schanulleke nog in zijn achterzak.
Wiske vertelt alles aan tante Sidonia, maar haar aandacht gaat uit naar de radio. Wiske mist Schanulleke erg en tante Sidonia beloofd de volgende dag hulp te vragen aan professor Barabas. Lambik en Jerom komen aan in Rio de Janeiro en vertrekken met een cruiseschip. Het is erg druk op het cruiseschip en ze verlangen naar een onbewoond eiland. Ze moeten hun kajuit delen met onbekenden en enkele dagen later komt het cruiseschip aan in een exotisch havenstadje. Daar worden ze aangesproken door mensen die souvenirs verkopen en ze zien hotels, casino's en een discotheek. Een medewerker van het cruiseschip vertelt dat dit eiland nog rustig is vergeleken de andere eilanden en Lambik en Jerom besluiten maatregelen te nemen. Het cruiseschip vertrekt en als er een groot feest wordt gegeven in de eetzaal, vertrekken Lambik en Jerom met een rubberbootje.
Tante Sidonia krijgt een brief van de radio en wil Lambik voor het einde van de week vinden. Ze gaat met Suske en Wiske naar professor Barabas en die zoekt met de bètacomputer alle nieuwsberichten op internet af. Lambik en Jerom komen bij een eiland, het rubberbootje is lekgeraakt. Ze merken dat ze niet alleen zijn; er zijn opnames van Model Survival. In dat programma moeten fotomodellen overleven op een eiland. Lambik en Jerom bouwen een vlot en ze gaan verder om een onbewoond eiland te zoeken. Professor Barabas vindt een bericht over de verstoring van de opnames van een tv-programma en ziet op een opname van een weersatelliet dat Lambik en Jerom in de buurt zijn. Professor Barabas bepaalt de locatie en de vrienden vertrekken met de gyronef die is uitgerust met een mini-batiscaaf.
De gyronef komt in een tropische storm terecht en stort in zee. Suske, Wiske en tante Sidonia klimmen in de batiscaaf, maar tante Sidonia springt de zinkende gyronef nog na. Ze komt boven water met de brief van de radio en vertelt dat dit de redding van Lambik zal zijn. De batiscaaf duikt onder en de vrienden gaan op zoek naar hun vrienden. Lambik en Jerom zijn het vlot kwijtgeraakt in de storm en ze spoelen aan op een onbekende kust. Er is geen mens te zien en ze besluiten een slaapplaats te bouwen, Lambik laat zich Robikson noemen. Lambik gaat een boom zoeken, maar komt terug met een takje. Ze merken niet dat iemand in de bosjes kijkt wat ze doen. Een paar dagen later is de nieuwe woning van Lambik en Jerom klaar. Ze hebben een boomhut met hangmatten, een zwembad, een oven en een fruitpers gebouwd. Jerom maakt koeken van maniokmeel en kokosmelk en 's avonds kijken ze naar de hutscreen.
Lambik en Jerom worden in hun slaap gestoord door lawaai en ze zien dat hun spullen zijn vernield. Ze zien nog een geheimzinnige 'dinges' voorbijschieten en gaan op zoek. Dan vinden ze een dorp, maar ze blijken al gespot te zijn en worden omsingeld door mannen met wapens. Jerom blijkt sterker dan de mannen dachten en Jerom zegt dat ze in vrede komen. De mannen zijn verbaasd als ze horen dat Jerom en Lambik de dinges hebben gezien. Dan ziet een van de vissers een vreemd beest in zee. Jerom ziet een periscoop en maakt snel een visnet van bamboe en lianen. Hij vertelt dat Moe Mie hem heeft leren haken, batikken, bloemschikken en quilten. Jerom sleept het voertuig uit de zee en Lambik herkent de batiscaaf van professor Barabas. Tante Sidonia is blij hem te zien en kust hem op zijn hoofd en Jerom geeft Schanulleke terug aan Wiske.
Lambik vindt het leuk dat de vrienden hen komen opzoeken, maar wil niet mee terug naar huis. De vrienden gaan slapen en Jerom en Lambik houden om de beurt de wacht. Als Lambik de wacht houdt, wordt hij wakker gemaakt door tante Sidonia. Ze wil iets geven aan Lambik en hij is bang dat dit om een zoen gaat. Tante Sidonia geeft de brief aan Lambik, maar voor hij hem kan openen wordt deze door de dinges afgepakt. Tante Sidonia begint te gillen en de vrienden gaan op zoek naar de dinges. Jerom gebruikt zijn infrarommeke-stralen en ontdekt een warmtespoor naar een grot. Dan wordt Wiske gegrepen door de vissers en zij willen dat de vrienden vertrekken. De dinges kan Wiske bevrijden en Jerom ziet dat het een robot is. Dan komen er wetenschappers uit de grot en ze eisen dat er geen geweld wordt gebruikt of de deal met de vissers zal niet doorgaan.
De groep gaat naar de boomhut van Robikson en de mensen leggen uit dat de Spaanse zeevaarder Juan Estebán Ubilla y Echeverría een enorme schat op het eiland heeft begraven in 1715. De schat bestaat uit 600 ton goud, Incabeelden en het legendarische juweel 'Roos van de winden'. De wetenschappers proberen met een bodemscannende robot de schat te vinden, maar deze robot haalt soms kattenkwaad uit als er niet gewerkt wordt. Er wordt in het geheim gezocht en omdat normaal gesproken 50% van de waarde naar de vinders gaat, hebben de wetenschappers besloten om de vondst te delen met de arme dorpsbewoners. De regering van Kwante Costa wil alles voor zichzelf houden en daarom zijn de wetenschappers bang voor spionnen.
Alhoewel de wetenschappers weten dat de vrienden geen slechte bedoelingen hebben, vragen ze toch om het eiland te verlaten. Lambik weigert, maar dan geeft tante Sidonia hem de brief van de radio. Ze heeft twee tickets voor de musical gewonnen via een prijsvraag op de radio. Lambik is nog steeds niet geïnteresseerd, maar dan vertelt tante Sidonia dat het om Very Important Lambik-tickets gaat en Lambik besluit dan toch mee te gaan. De vrienden worden door de wetenschappers met een helikopter naar de luchthaven gebracht en de vrienden vliegen naar huis. Tante Sidonia en Lambik komen op weg naar de voorstelling in de file te staan.